# Тета Наугольника
Тета Наугольника (лат. θ Normae) — двойная звезда в созвездии Наугольника. Обладает видимой звёздной величиной 5,13, доступна для наблюдения невооружённым глазом в виде слабой бело-голубой точки. По данным о годичном параллаксе, равном 9,27, была получена оценка расстояния от Солнца до звезды, равная 325 световым годам. На таком расстоянии вследствие поглощения межзвёздной пылью видимая звёздная величина возрастает на 0,45.
Чини и др. (2012) определили, что объект представляет собой спектральную двойную с одной видимой в спектре компонентой линий. Видимая компонента соответствует спектральному классу B8 V. Возраст звезды составляет 17 млн лет, она вращается со скоростью, в проекции составляющей 251 км/с. Масса звезды в 3,6 раза превышает массу Солнца, радиус равен 3,05 радиусам Солнца. Светимость объекта равна 184 светимостям Солнца, эффективная температура фотосферы  достигает 12341 K. Система проявляет признаки избытка инфракрасного излучения, что позволяет предположить существование остаточного диска со средним радиусом 21,8 а.е. и температурой 220 K.